# 南硫磺島
南硫磺島是歸屬於日本東京都小笠原村的無人島。

## 地理
南硫磺島的面積為3.54平方公里，島周邊總長約7.5公里。位於東京南方約1,300公里、硫磺島南方約60公里、關島北方約1,320公里處，是日本火山列岛（硫磺列島）最南端的島嶼。西北方有被稱為「三星岩」的礁岩。是一個由海蝕崖圍繞的金字塔形火山島。最高處標高916公尺，是伊豆諸島、小笠原群島中的最高峰。頂峰靠近雲霧帶，常時被霧環繞。島嶼四週都是被海浪侵蝕而崩壞形成的海蝕懸崖，平均高度為100至200公尺，幾乎沒有沙岸，使得靠岸上陸變得困難。周邊海域內存在有海底火山。
本島位於日本专属经济区（EEZ）與美國的EEZ銜接之處，因此又被稱為「國境之島」。1972年南硫磺島被指定為小笠原國立公園的一部分，1975年整個南硫磺島被指定為南硫磺島原生自然環境保全地域（是日本唯一限制進入的自然環境保全地域），也同時從國家公園的範圍內除去。

## 歷史
最早被人類所發現的記錄出於1543年，由西班牙船隻聖胡安號發現並命名為「聖奧古斯丁島」。之後於1779年被英國船隻「發現號」和「決心號」所觀測到，並被命名為「南島」。
1885年年末之際，由日本北海道函館出發前往青森縣下北地區的帆船「松尾丸」（一說為「松王丸」），因暴風雨的關係在海上漂流了83天，於隔年1886年3月漂至南硫磺島。當時船上的10人中，有一人在漂流途中死亡，另外9名登上了南硫磺島。其中佐賀喜作、金成廣吉、遠藤とら（endotora）等三名男女滯留於南硫磺島，並在島上以鳥蛋、魚貝類以及岩石上的露水生存長達三年半的時間，最後由母島的漁船「新榮丸」的船長村淺治所救。由於此事件的關係，小笠原諸島及硫磺島之間往返的定期船隻，每年固定一次鳴笛並繞南硫磺島一周以確認有無漂流至此的遇難生還者。

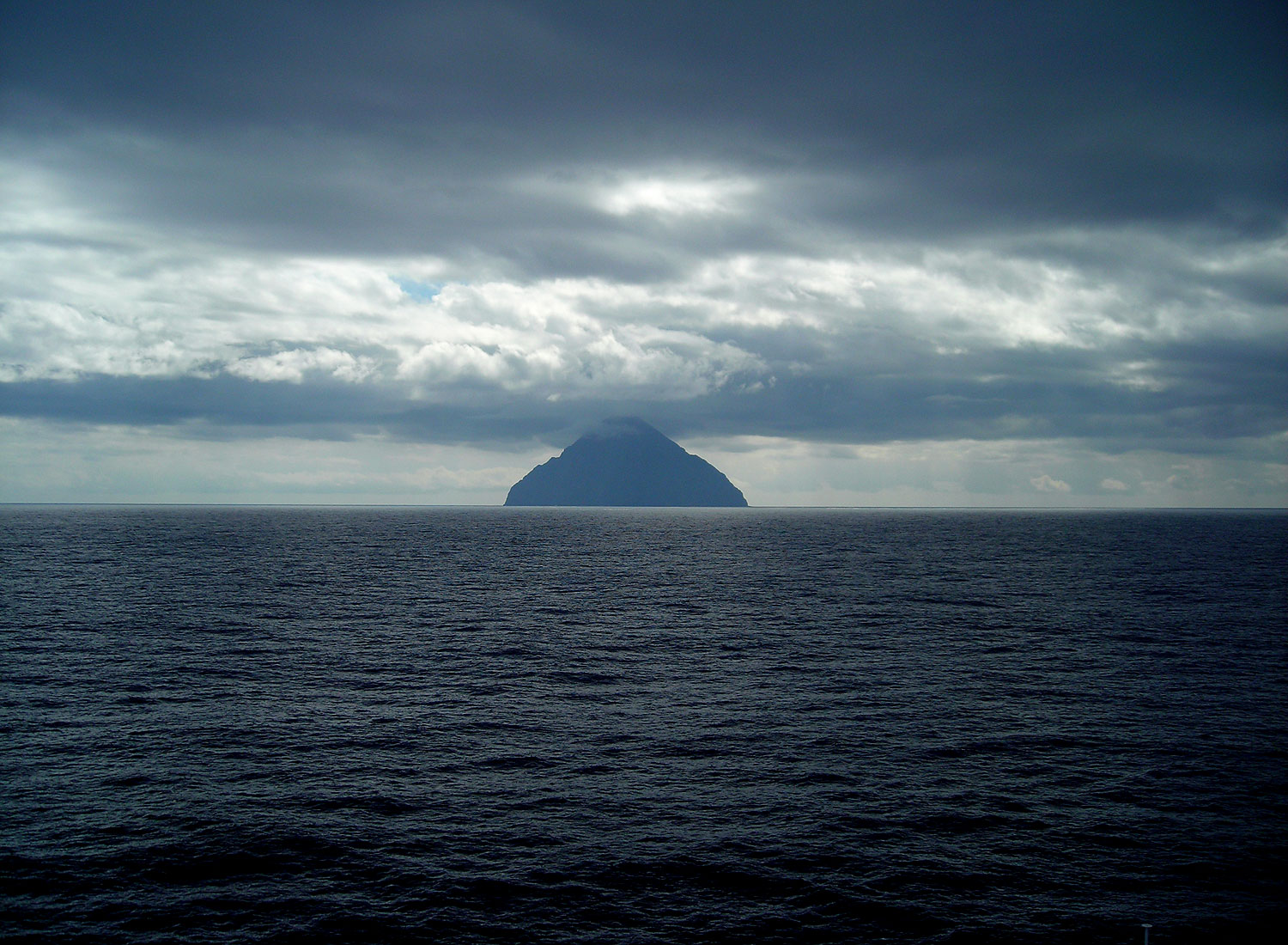
南硫磺島遠景。山頂被雲層所覆蓋。

1891年9月9日，以「南硫黃島」之名正式納入日本領土。1911年日本海軍派遣測量單位及軍艦「松江」號至南硫磺島，並於北側山頂設置三角點測量海拔標高45公尺。包含南硫磺島在內的火山列島（硫磺列島）隸屬於東京府小笠原島廳所管轄，1926年小笠原島廳改名為小笠原支廳。在這之後相繼在此地進行了數個植物調查計畫。首先於1935年10月21－10月22日由小笠原營林署署長町田勇作、林業試驗場小笠原支所岡部正義及其他16名成員，搭乘小笠原支廳所屬船隻海幸丸於西側登陸，距登陸海岸約700公尺處登頂並進行植物調查。
1936年，當時的廣島文理科大學助教授堀川芳雄、東京帝國大學理學部植物學教师津山尚計劃進行了植物調査，由東京文理科大學植物學教室小林義招募了共9人實行計劃。搭乘小笠原支廳所属船隻海幸丸於東南岸上陸並成功登頂。植物採集成果發現了新的品種、變種以及新分布植物，但之後並未繼續進行更詳細的調查。
第二次世界大戰結束後，美軍為了調查此島而登陸之際發現了一名日本人。關於該名生還者，一說是在大戰中遭擊落的日本戰機飛行員漂流至此；另一說則是大戰時期，日軍於南硫磺島淪陷後，為了收集美軍情報而派遣的4名士兵之一。不管是哪種說法皆未能受到證實。
1968年，美國將南硫磺島歸還日本後，考量到島上保有的自然環境之重要性，日本政府於1972年11月24日將該區域指定為國家天然紀念物（天然保護區域），原則上僅允許學術研究調查之名義登陸。並在1975年5月17日初次被指定為原生自然環境保全區域、1982年6月由環境廳（現：環境省）進行大約10天的詳細綜合調查，自此之後再也沒有人登陸過該島。但是在2004年6月14日廣島縣籍遊艇 "WATATSUMI"（わたつみ）於東北岸觸礁，12人的乘員中有9名登陸該島，另外3人則在船上等待救援。12人最後皆無事獲救，而登陸的9人則成了相隔22年後首度踏上該島的人。
此後數年間，小笠原海運數度以旗下船隻小笠原丸（おがさわら丸）作為「北硫黄島・硫黄島・南硫黄島三島周遊遊艇」；另外飛鳥等大型客船也規劃了航經此島的旅遊行程，途中停留環繞於本島或沖之鳥島、南鳥島，但全部都僅止於船上觀望而未實際上陸。
2007年6月18日，國土地理院將南硫磺島的讀音由 "MINAMIIŌJIMA"（みなみいおうじま）改為 "MINAMIIŌTŌ"（みなみいおうとう）。

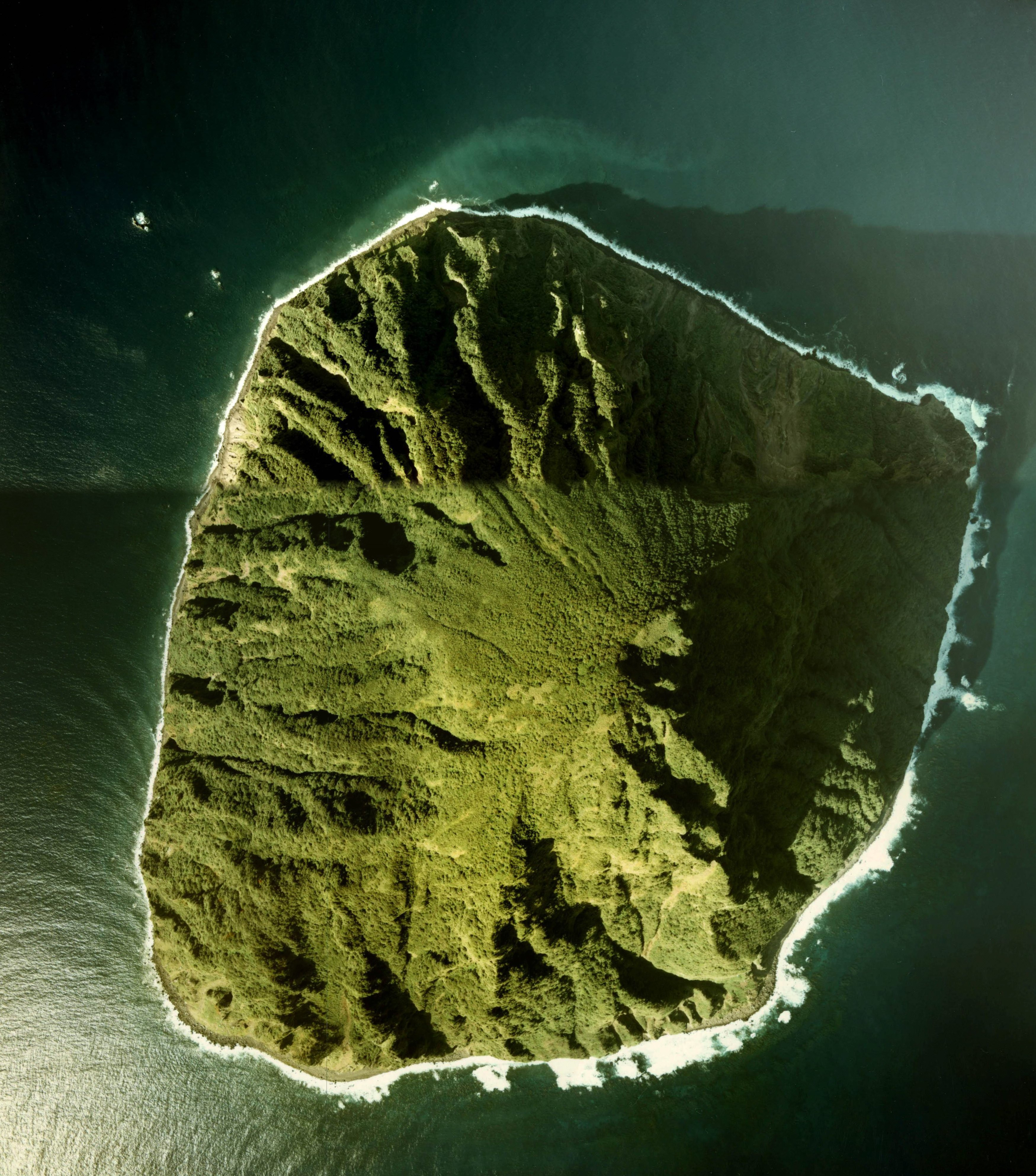
南硫磺島航拍。 原圖來自日本國土交通省國土圖像資料（彩色空中航拍）

## 地圖・海圖所記載的名稱
2012年3月2日、由綜合海洋政策本部公布「關於專屬經濟區（EEZ）所屬外緣離島地圖・海圖記載名稱」中、松江岬東小島之外9座島嶼命名由下列列表所示。
- 松江岬東小島（まつえみさきひがしこじま）
- 東小島（ひがしこじま）
- 東南東小島（とうなんとうこじま）
- 南東上小島（なんとうかみこじま）
- 南東下小島（なんとうしもこじま）
- 南南東小島（なんなんとうこじま）
- 南小島（みなみこじま）
- 南南西下小島（なんなんせいしもこじま）
- 南南西上小島（なんなんせいかみこじま）
- 南西小島（なんせいこじま）